# Kamionna (województwo dolnośląskie)
Kamionna (niem. Kammendorf b. Kanth) – wieś w Polsce położona w województwie dolnośląskim, w powiecie wrocławskim, w gminie Kąty Wrocławskie.
W latach 1975–1998 miejscowość administracyjnie należała do województwa wrocławskiego.
Na koniec 2019 r. Kamionna liczyła 132 mieszkańców.

## Zabytki
Do wojewódzkiego rejestru zabytków wpisany jest:
- pałac w ruinie, z 1740 r. - XVIII w. zbudowany na bazie wcześniejszego, pochodzącego z ok. 1570 r. - XVI w. W połowie XIX w rozebrano południowe i wschodnie skrzydła, reszta została poważnie uszkodzona w 1945 r. Zachowały się głównie pomieszczenia parteru;
- figura św. Jana Nepomucena z pierwszej połowy XVIII w.